# Ormes (Loiret)
Pour les articles homonymes, voir Ormes.
Ormes est une commune française située dans le département du Loiret en région Centre-Val de Loire. Ses habitants sont appelés les Ormois.
Commune au nord-ouest de Orléans, Ormes se situe au cœur du deuxième plus grand parc industriel de l’agglomération Orléans Val de Loire qu'il forme avec les communes limitrophes de Saran et d'Ingré, et qui a permis la transformation massive du territoire désormais urbain.

## Géographie

### Localisation

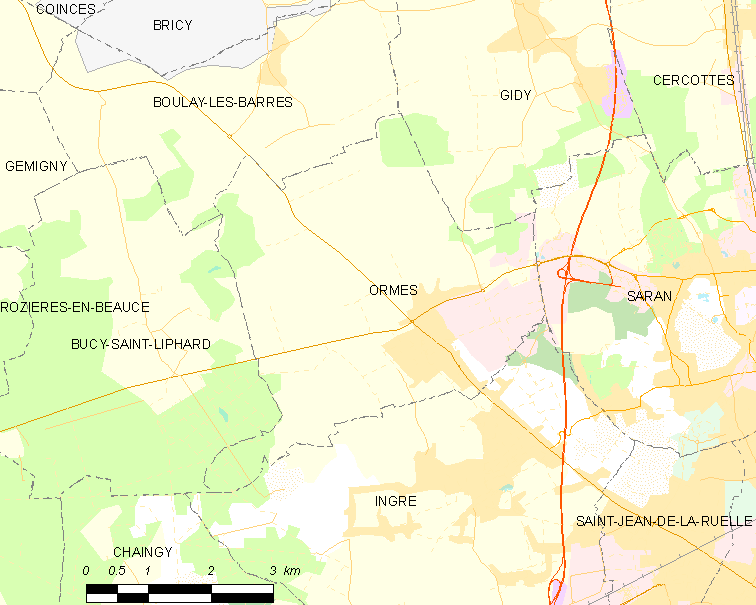
Carte de la commune d'Ormes (Loiret) et des communes limitrophes.

Ormes se situe au nord-ouest de la communauté de communes Orléans Val de Loire.

La commune d'Ormes se trouve dans le quadrant nord-ouest du département du Loiret, dans la région agricole de la Beauce de Patay et l'aire urbaine d'Orléans. À vol d'oiseau, elle se situe à 7,9 km d'Orléans, préfecture du département, et à 2,8 km d'Ingré, ancien chef-lieu du canton dont dépendait la commune avant mars 2015. La commune fait partie du bassin de vie d'Orléans.
Les communes les plus proches sont : Ingré (2,8 km), Bucy-Saint-Liphard (3,9 km), Saran (4,7 km), Boulay-les-Barres (4,9 km), Gidy (5,4 km), Saint-Jean-de-la-Ruelle (5,7 km), La Chapelle-Saint-Mesmin (6,3 km), Bricy (6,7 km), Cercottes (6,8 km) et Chaingy (7,3 km).
|                    | Boulay-les-Barres, Gidy |       |
| Bucy-Saint-Liphard | Ormes                   | Saran |
|                    | Ingré                   |       |

### Géologie, relief et hydrographie
- qOE : Limons et loess quaternaires
- m2MSO : Marnes et sables de l'Orléanais (Burdigalien)
- m2MCO : Marnes et calcaires de l'Orléanais (Burdigalien)

Carte géologique de la commune de Ormes.
qOE : Limons et loess quaternaires
m2MSO : Marnes et sables de l'Orléanais (Burdigalien)
m2MCO : Marnes et calcaires de l'Orléanais (Burdigalien)
(: Gouffre, aven
$ : Carrière à ciel ouvert

La région d’Orléans se situe dans le sud du Bassin parisien, vaste cuvette composée d’un empilement de couches sédimentaires d’origines essentiellement détritiques (issus de l’érosion d’anciennes chaînes de montagnes) et carbonatées (précipitation de carbonate de calcium). Ces dépôts s'étagent du Trias (- 250 millions d’années) au Pliocène (- 23 millions d’années) et se font surtout en contexte marin, mais aussi en milieu lacustre. Les successions de périodes glaciaires et interglaciaires au Quaternaire aboutissent à la configuration géomorphologique actuelle : altération plus ou moins profonde des roches en place, terrasses alluviales anciennes perchées sur les plateaux et incision de la vallée actuelle de la Loire,.
Les calcaires de Beauce, qui constituent le socle du territoire communal, se forment à l'Aquitanien (de - 23 à - 20,5 millions d’années). Leur partie supérieure, les marnes et calcaires de l’Orléanais (m2MCO), occupe la partie centrale de la commune. Les marnes et sables de l’Orléanais (m2MSO), premiers dépôts burdigaliens (de – 20,44 à – 15,97 millions d'années) recouvrant les calcaires de Beauce, occupent la partie est de la commune, constituant le support du bourg, ainsi qu'une frange à l'ouest du territoire. Ces sables sont essentiellement composés de grains de quartz émoussés, accompagnés de feldspaths kaolinisés et friables, de silex à patine noire et de graviers calcaires particulièrement fréquents à la base de la formation,. Cette formation est elle-même surmontée sur la partie nord-ouest  de la commune par des limons et lœss (qOE), datés du Quaternaire.
Fragmentés et fissurés, les calcaires peuvent être le siège de phénomènes karstiques. Les circulations préférentielles d’eaux souterraines érodent ces calcaires en profondeur et entraînent la formation de dépressions, gouffre ou dolines. Les manifestations en surface de ces fragilités ne sont pas rares dans la région orléanaise. 32 cavités ont été inventoriées par le service régional Centre du BRGM sur la commune, en octobre 2003 : 29 dolines (dépressions circulaires ou elliptiques liée à l'activité karstique), un gouffre, une cave et une carrière.
Le territoire communal est relativement plat puisque la dénivelée maximale est de 25 mètres. L'altitude du territoire varie en effet de 106 mètres à 131 mètres,.

### Hydrographie
Le réseau hydrographique communal comprend deux très petits cours d'eau, d'une longueur totale de 1,9 km.

### Climat
Pour des articles plus généraux, voir Climat du Centre-Val de Loire et Climat du Loiret.
En 2010, le climat de la commune est de type climat océanique dégradé des plaines du Centre et du Nord, selon une étude du CNRS s'appuyant sur une série de données couvrant la période 1971-2000. En 2020, Météo-France publie une typologie des climats de la France métropolitaine dans laquelle la commune est exposée à un climat océanique altéré et est dans la région climatique Moyenne vallée de la Loire, caractérisée par une bonne insolation (1 850 h/an) et un été peu pluvieux.
Pour la période 1971-2000, la température annuelle moyenne est de 10,9 °C, avec une amplitude thermique annuelle de 15,3 °C. Le cumul annuel moyen de précipitations est de 673 mm, avec 10,7 jours de précipitations en janvier et 7,1 jours en juillet. Pour la période 1991-2020, la température moyenne annuelle observée sur la station météorologique de Météo-France la plus proche, « Orléans - Bricy », sur la commune de Bricy à 7 km à vol d'oiseau, est de 11,7 °C et le cumul annuel moyen de précipitations est de 635,5 mm,. Pour l'avenir, les paramètres climatiques de la commune estimés pour 2050 selon différents scénarios d'émission de gaz à effet de serre sont consultables sur un site dédié publié par Météo-France en novembre 2022.

## Urbanisme

### Typologie
Au 1er janvier 2024, Ormes est catégorisée ceinture urbaine, selon la nouvelle grille communale de densité à sept niveaux définie par l'Insee en 2022.
Elle appartient à l'unité urbaine d'Orléans, une agglomération intra-départementale regroupant 19  communes, dont elle est une commune de la banlieue,,. Par ailleurs la commune fait partie de l'aire d'attraction d'Orléans, dont elle est une commune de la couronne,. Cette aire, qui regroupe 136 communes, est catégorisée dans les aires de 200 000 à moins de 700 000 habitants,.

### Occupation des sols
L'occupation des sols de la commune, telle qu'elle ressort de la base de données européenne d’occupation biophysique des sols Corine Land Cover (CLC), est marquée par l'importance des territoires agricoles (67,2 % en 2018), en diminution par rapport à 1990 (74 %). La répartition détaillée en 2018 est la suivante : 
terres arables (67,2 %), zones industrielles ou commerciales et réseaux de communication (11,2 %), forêts (11,2 %), zones urbanisées (10,4 %).
L'évolution de l’occupation des sols de la commune et de ses infrastructures peut être observée sur les différentes représentations cartographiques du territoire : la carte de Cassini (XVIIIe siècle), la carte d'état-major (1820-1866) et les cartes ou photos aériennes de l'IGN pour la période actuelle (1950 à aujourd'hui).

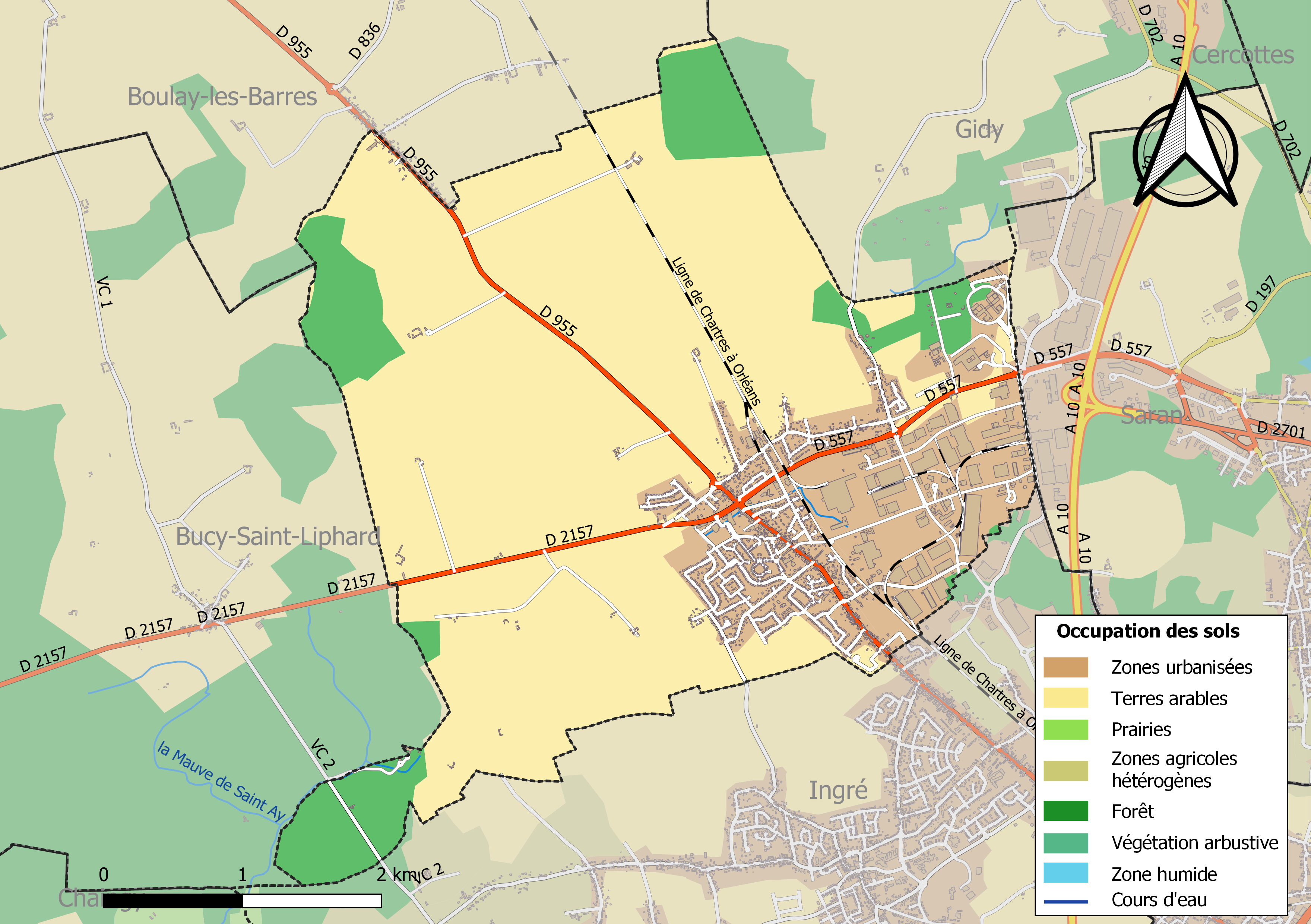
Carte des infrastructures et de l'occupation des sols de la commune en 2018 (CLC).
Carte orthophotographique de la commune en 2016.

### Morphologie urbaine
Outre le bourg, le territoire de la commune comprend les lieux-dits et écarts les Barres et la Borde.

### Logement
En 2009, le nombre total de logements dans la commune était de 1 187, alors qu'il était de 987 en 1999.
Parmi ces logements, 98,4 % étaient des résidences principale et 1,5 % des logements vacants. La ville d'Ormes ne compte qu'un seul logement de type « secondaire ». Ces logements étaient en majorité des maisons individuelles : on dénombre 95,7 % de maisons contre 4,3 % d'habitats collectifs.
La proportion des résidences principales, propriétés de leurs occupants était de 78,8 %, en légère baisse par rapport à 1999 (79,1 %).

### Voies de communication et transports

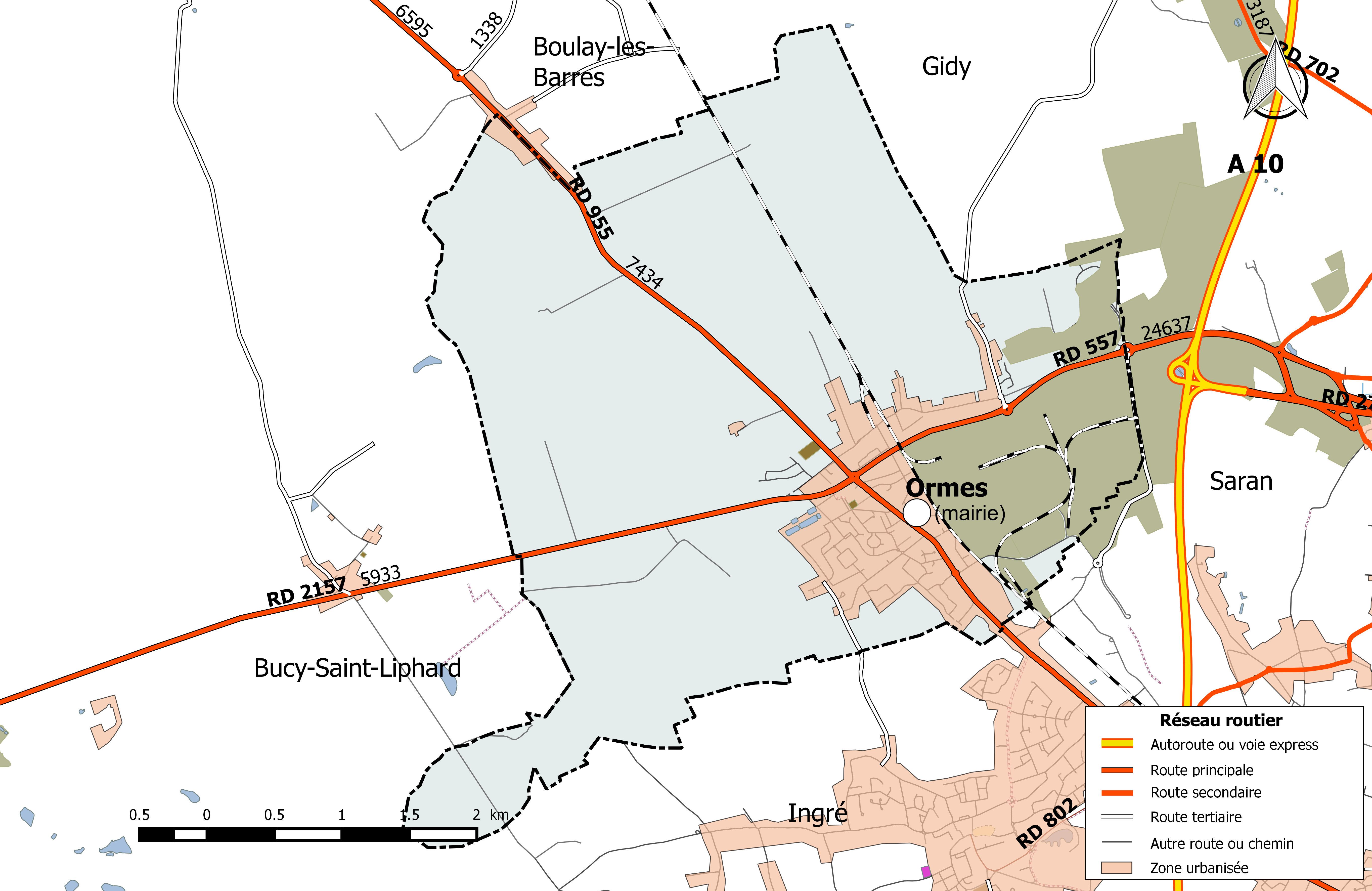
Réseau routier principal de la commune de Ormes (avec indication du trafic routier 2014).

#### Voies routières
La commune d'Ormes se situe à proximité immédiate de l'autoroute A10 reliant Paris à Bordeaux. L’échangeur autoroutier vers l'ancienne l'autoroute A701, aujourd'hui D 2701, et situé sur le territoire de Saran, permet de rejoindre Ormes par le Pôle 45.
Elle est également desservie par la Route nationale 157, déclassée en D 2157 dans le Loiret, et appartenant anciennement à la Route nationale 155. Elle permet de rejoindre Le Mans, Laval et Rennes depuis Orléans.

#### Transports en commun

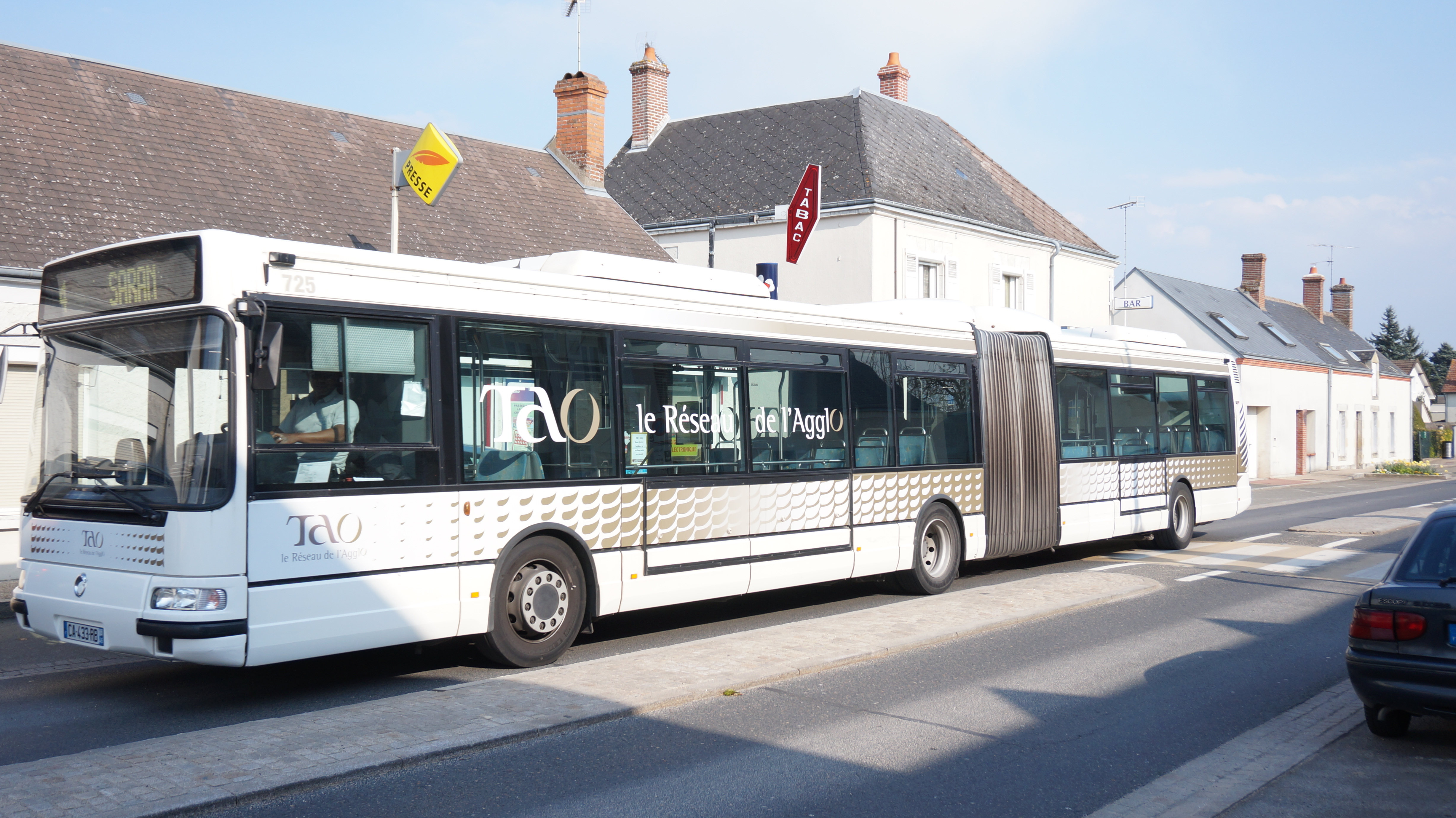
Un véhicule Agora L du réseau TAO traversant la ville d'Ormes.

La commune est desservie par deux lignes du réseau des transports de l'agglomération orléanaise (TAO) :
- la ligne no 3 reliant l’arrêt Gourville à l’arrêt  Belneuf à Orléans ;
- la ligne no 11 reliant la Rue du Paradis à Ormes jusqu'au lieu-dit Gare d'Orléans à Orléans.
- la ligne scolaire ligne 53 reliant le lycée Maurice Genevoix a Ingré à l’arrêt Gidy a Ormes.
- Il y a aussi le transport à la demande pour les zones lointaines des lignes 3 et 11 et le Pôle 45 (resa’nord).

La commune est également desservie par les lignes  1A 1B 1D du Réseau de mobilité interurbaine (Rémi 45).

### Projets d'aménagements
Dans le cadre de l'aménagement de nouveaux centres de sécurité prioritaire dans le département du Loiret à l'horizon 2017, un centre d'incendie et secours sera construit chemin de l'Allée à Ormes, non loin de la communauté d'Emmaüs, dans le Pôle 45. Un endroit décrit comme « stratégique » par les responsables. Cette caserne de sapeurs-pompiers remplacera les deux casernes d'Ormes et de Saran.
Sur la route départementale RD 955, la municipalité envisage de construire un nouveau rond-point situé à l'entrée nord du territoire.

### Risques majeurs
La commune d'Ormes est vulnérable à différents aléas naturels : climatiques (hiver exceptionnel ou canicule), mouvements de terrains ou sismique (sismicité très faible). Elle est également exposée à deux risques technologiques : le risque industriel et le risque industriel. 
Entre 1989 et 2019, dix arrêtés ministériels ayant porté reconnaissance de catastrophe naturelle ont été pris pour le territoire de la commune  : cinq  pour des inondations et coulées de boues et cinq pour des mouvements de terrains.

#### Risques naturels
Le territoire de la commune peut être concerné par un risque d'effondrement de cavités souterraines non connues. Une cartographie départementale de l'inventaire des cavités souterraines et des désordres de surface a été réalisée. Il a été recensé sur la commune plusieurs effondrements de cavités.
Par ailleurs le sol du territoire communal peut faire l'objet de mouvements de terrain liés à la sècheresse. Le phénomène de retrait-gonflement des argiles est la conséquence d'un changement d'humidité des sols argileux. Les argiles sont capables de fixer l'eau disponible mais aussi de la perdre en se rétractant en cas de sècheresse. Ce phénomène peut provoquer des dégâts très importants sur les constructions (fissures, déformations des ouvertures) pouvant rendre inhabitables certains locaux. Celui-ci a particulièrement affecté le Loiret après la canicule de l'été 2003. Une grande partie du territoire de la commune est exposée à un aléa « fort » face à ce risque, selon l'échelle définie par le Bureau de recherches géologiques et minières (BRGM).
Depuis le 22 octobre 2010, la France dispose d’un nouveau zonage sismique divisant le territoire national en cinq zones de sismicité croissante. La commune, à l’instar de l’ensemble du département,  est concernée par un risque très faible.

#### Risques technologiques
Dans le domaine des risques technologiques, la commune est concernée par un établissement classé "site SEVESO seuil bas" de par ses activités : l’ancien site ND Logistics, repris par la société Proureed,
La commune est exposée au risque de transport de matières dangereuses, en raison du passage sur son territoire d'un oléoduc exploité par la société Trapil, d'une ligne de transport ferroviaire et d'itinéraires routiers structurants supportant un fort trafic (les routes départementales D955 et D2157),.

## Toponymie
Le toponyme Ormes est dérivé du latin  ulmus, signifiant orme. L’accusatif ulmum aboutit à olme puis à orme par changement de la liquide l en liquide r, et parfois à ome ou oume par amuïssement du r, transcrit souvent homme. La forme pluriel fait allusion à une ormeraie, un terrain où l’orme abonde ou une plantation d’ormes,. La mention ulmos est rencontrée dans « Et quedam terra que conjacet in villa que vocatur Ulmos » dans un manuscrit du 19 juin 946. Ormes est rencontré en 1740, puis Ormes au XVIIIe siècle sur la Carte de Cassini et en 1801, dans l'arrêté du 5 vendémiaire an IX portant réduction des justices de paix du département du Loiret.
Une autre hypothèse fait état de « Ulmus », en tant que nom d'une villa gallo-romaine. Cette occupation gallo-romaine est attestée par des fouilles archéologiques près du château de la Riffaudière, retrouvant une cave et plusieurs éléments de cette époque (monnaie, poterie…).

## Histoire
Deux saints : Liphard et Léonard, seraient baptisés au hameau de Corroy.

### Révolution française et Empire

#### Nouvelle organisation territoriale
Le décret de l'Assemblée Nationale du 12 novembre 1789 décrète « il y aura une municipalité dans chaque ville, bourg, paroisse ou communauté de campagne ». En 1790, dans le cadre de la création des départements, le Loiret compte alors 367 municipalités, rattachées à 59 cantons et 7 districts. La municipalité d'Ormes est rattachée au canton de Ingré et au district d'Orléans.  Le terme « commune », au sens de l’administration territoriale actuelle, est imposé par le décret de la Convention nationale du 10 brumaire an II (31 octobre 1793) : « La Convention nationale, sur la proposition d’un membre, décrète que toutes les dénominations de ville, bourg ou village sont supprimées et que celle de commune leur est substituée ». Ainsi la municipalité d'Ormes devient formellement « commune d'Ormes » en 1793.
Les cantons sont supprimés, en tant que découpage administratif, par une loi du 26 juin 1793, et ne conservent qu'un rôle électoral, permettant l’élection des électeurs du second degré chargés de désigner les députés,. La Constitution du 5 fructidor an III, appliquée à partir de vendémiaire an IV (1795) supprime les districts, considérés comme des rouages administratifs liés à la Terreur, mais maintient les cantons qui acquièrent dès lors plus d'importance en retrouvant une fonction administrative. Enfin, sous le Consulat, un redécoupage territorial visant à réduire le nombre de justices de paix ramène le nombre de cantons dans le Loiret de 58 à 31,. Ormes est alors rattachée au canton Ingré et à l'Arrondissement d'Orléans par arrêté du 9 vendémiaire an X (1er octobre 1801),,. En 1806, la commune est rattachée au canton de Patay, un canton nouveau formé d'une commune de l'ancien canton d'Ingré, supprimé, de sept communes issues du canton de Neuville et de trois issues du canton de Patay. Cette organisation reste inchangée jusqu'en 1973 où la commune est rattachée au canton de Saint-Jean-de-la-Ruelle, puis au nouveau canton d'Ingré en 1982.

### Époque contemporaine
Lors de la guerre franco-allemande de 1870, la ville d'Ormes a été le théâtre de violents combats. Après leur victoire près de Artenay, les Prussiens arrivent sur le territoire le 11 octobre 1870. Les Français subissent la performance du matériel de guerre prussien et tombent au combat. 190 soldats ont péri. La majorité d'entre eux reposent dans un monument situé non loin de la route de Châteaudun. 800 autres personnes ont été emprisonnées à la ferme Bois-Girard,.
C'est à la fin du XIXe siècle que la commune a pu prendre son essor grâce à l'apparition du Bourg Neuf et à la construction de l'église Notre-Dame.

## Politique et administration

### Découpage territorial
La commune d'Ormes est membre de l'intercommunalité Orléans Métropole, un établissement public de coopération intercommunale (EPCI) à fiscalité propre créé le 1er janvier 2002 dont le siège est à Orléans. Ce dernier est par ailleurs membre d'autres groupements intercommunaux. En 2020, il s'agit du Syndicat mixte aménagement desserte aérienne de l'Ouest du Loiret (SMAEDAOL), du Syndicat mixte des bassins versants de la Bionne et du Cens et du Syndicat mixte d'améngament hydraulique (SMAH) du bassin de la Retrêve et de son affluent le ruisseau du Renard.
Sur le plan administratif, elle est rattachée à l'arrondissement d'Orléans, au département du Loiret et à la région Centre-Val de Loire. Sur le plan électoral, elle dépend du  canton d'Orléans-3 pour l'élection des conseillers départementaux, depuis le redécoupage cantonal de 2014 entré en vigueur en 2015, et de la deuxième circonscription du Loiret  pour les élections législatives, depuis le dernier découpage électoral de 2010.

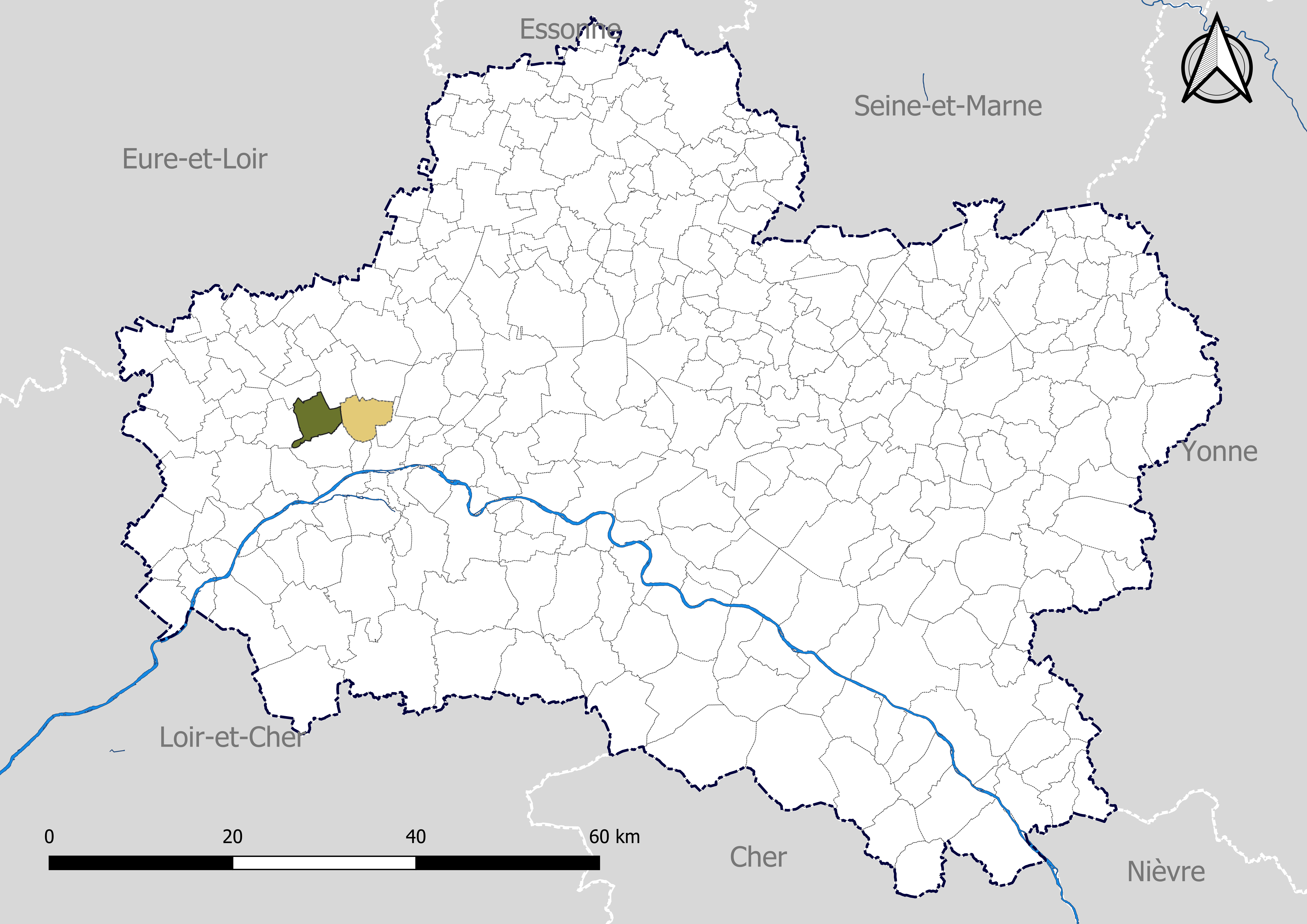
Ormes dans le canton d'Orléans-3 en 2020.
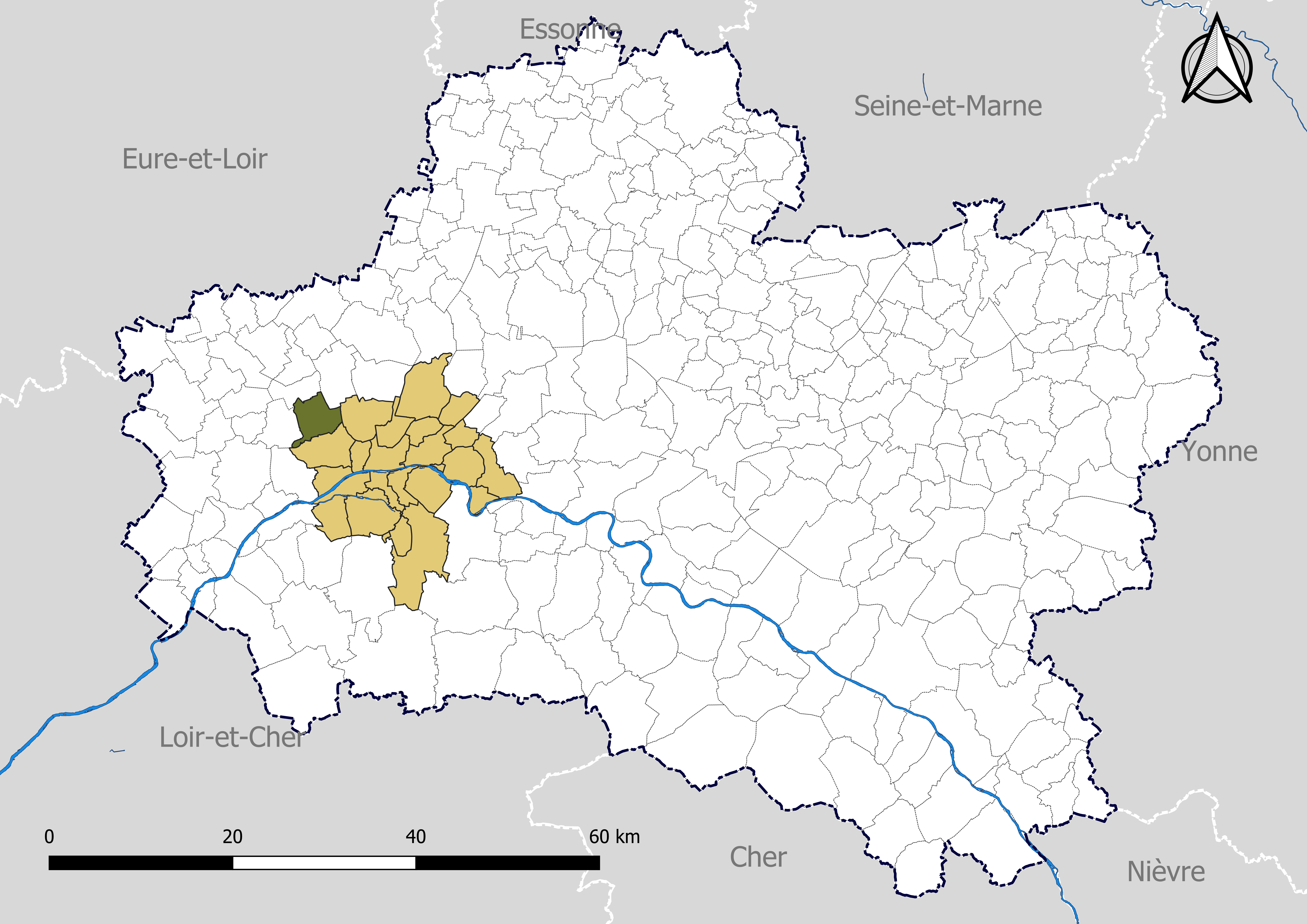
Ormes dans Orléans Métropole en 2020.
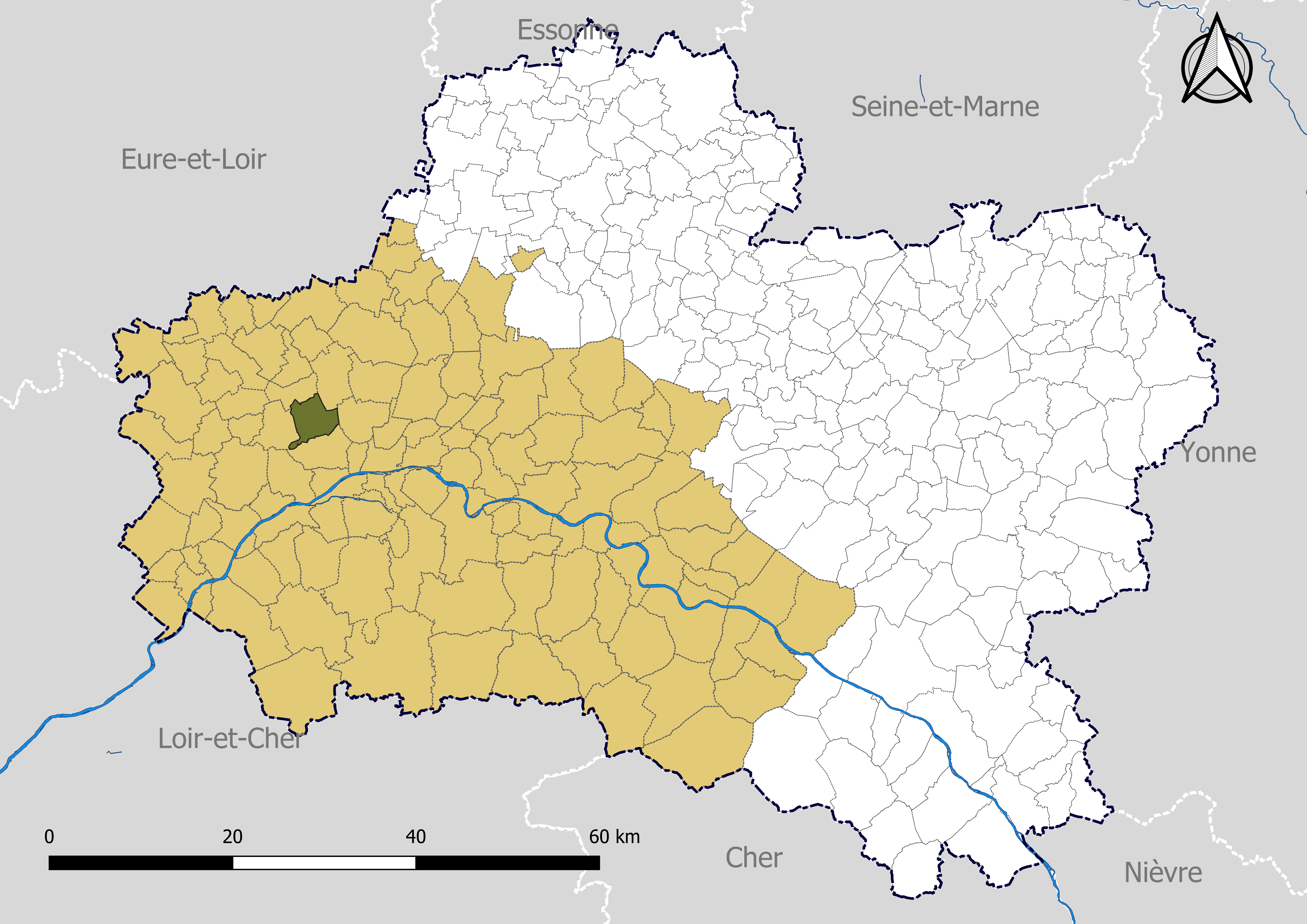
Ormes dans l'arrondissement d'Orléans en 2020.

### Politique et administration municipales

#### Conseil municipal et maire

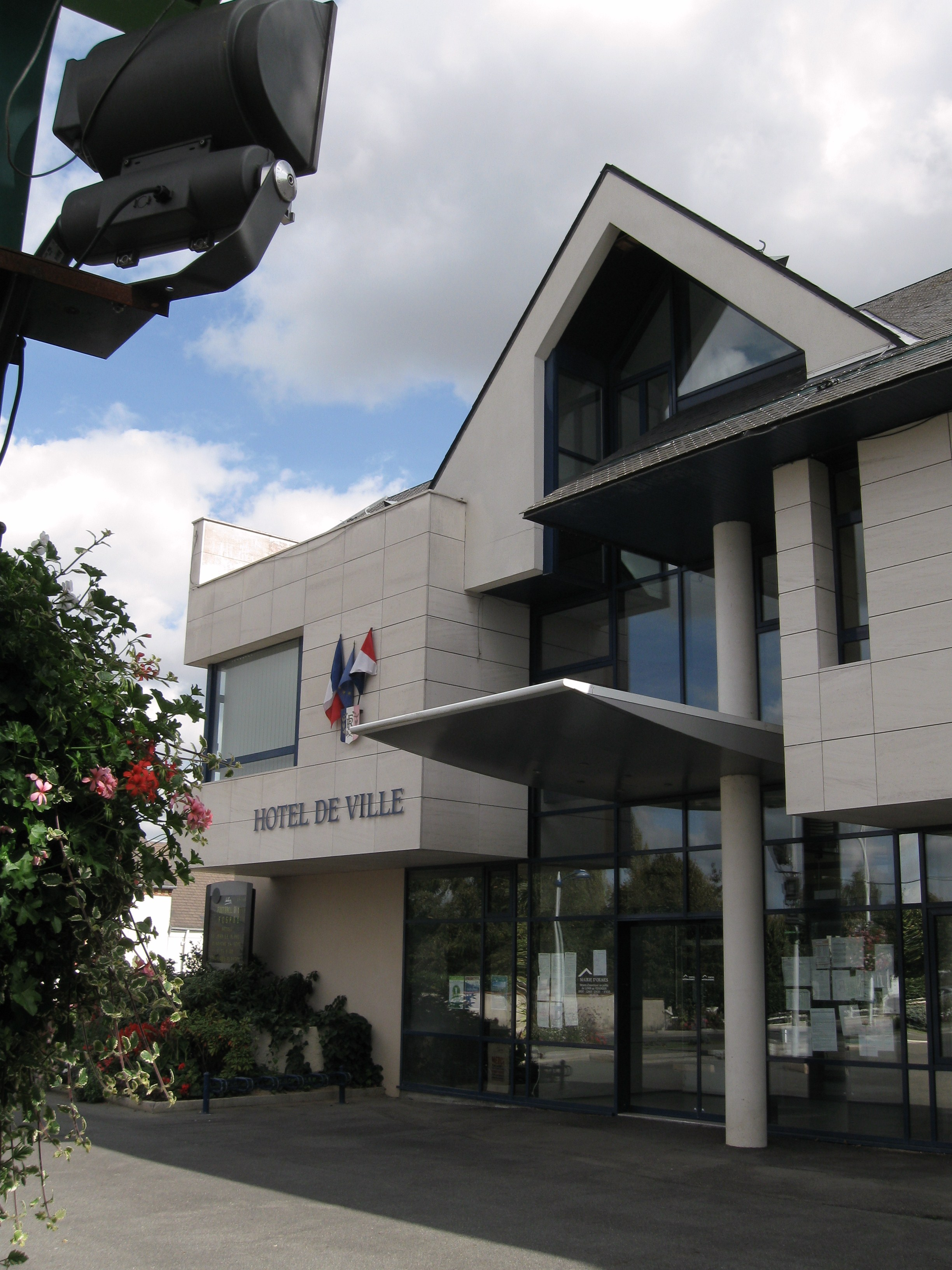
L'hôtel de ville.

Depuis les élections municipales de 2014, le conseil municipal d'Ormes, commune de plus de 1 000 habitants, est élu au scrutin proportionnel de liste à deux tours (sans aucune modification possible de la liste), pour un mandat de six ans renouvelable. Il est composé de 27 membres. L'exécutif communal est constitué par le maire, élu par le conseil municipal parmi ses membres, pour un mandat de six ans, c'est-à-dire pour la durée du mandat du conseil.
Lors des élections municipales de 2014, la liste « divers droite » conduite par Alain Touchard a totalisé 1 479 votes, soit 52,55 % des suffrages exprimés, contre 40,97 % d'abstention et 6,47 % de bulletins blancs ou nul. Lors de la première réunion du conseil municipal, Alain Touchard a été réélu maire.
| Période          | Période          | Identité                   | Étiquette | Qualité                                           |
| ---------------- | ---------------- | -------------------------- | --------- | ------------------------------------------------- |
| 1840             | 1852             | Pierre Maréchal            |           |                                                   |
| 1852             | 1860             | Stanislas Casimir Maréchal |           |                                                   |
| 1860             | 1870             | Gentien Michel Pinsard     |           |                                                   |
| 1870             | 1875             | Jean-Baptiste Vaillant     |           |                                                   |
| 1875             | 1878             | Paul Prosper Budon         |           |                                                   |
| 21 janvier 1878  | 17 février 1878  | Clément Boucher            |           |                                                   |
| 17 février 1878  | 1890             | Désiré Vaillant            |           |                                                   |
| 5 juin 1890      | 1892             | Jules Jeulin               |           |                                                   |
| 3 novembre 1892  | 1900             | Abel Jeulin                |           |                                                   |
| 15 mai 1900      | 1919             | Aimé Julien Lange          |           |                                                   |
| 10 décembre 1919 | 1er février 1920 | Désiré Bruant              |           |                                                   |
| 25 avril 1920    | 1925             | Maurice Bruant             |           |                                                   |
| 17 mai 1925      | 1945             | Désiré Gasnier             |           |                                                   |
| 26 juin 1945     | mars 1971        | Roger Seigneuret           |           |                                                   |
| 18 juin 1971     | 16 mars 2001     | Janine Rozier              | RPR       | Clerc de notaire Conseillère générale (1982-2001) |
| 16 mars 2001     | En cours         | Alain Touchard,            | DVD       | Ancien cadre                                      |

### Labellisation environnementale
Antérieurement à 2004, Ormes a obtenu le niveau « trois fleurs » au concours des villes et villages fleuris. Dans son palmarès 2016, le Conseil National des Villes et Villages Fleuris de France a attribué quatre fleurs à la commune au Concours des villes et villages fleuris.

### Finances locales
En 2012, le résultat de l'exercice comptable, arrondi au millier, s'élève à un bénéfice de 2 190 000 euros, soit 630 euros par habitant, alors que la moyenne de la strate est de 176 € par habitant. Cet excédent est le plus haut depuis 2004. La capacité d'autofinancement s'élève de son côté à 2 254 000 euros.
Le taux de la taxe d'habitation tel que voté par la municipalité s'élève à 10,64 % et a rapporté 445 000 euros. La taxe foncière s'élève pour les propriétés bâties à 23,48 % et pour les propriétés non bâties à 53,28 %. Elles ont rapporté respectivement 2 756 000 euros et 34 000 euros.

### Jumelages
En 2020, Ormes n'est jumelée avec aucune commune.

## Équipements et services publics

### Enseignement
Ormes est située dans l'académie d'Orléans-Tours.

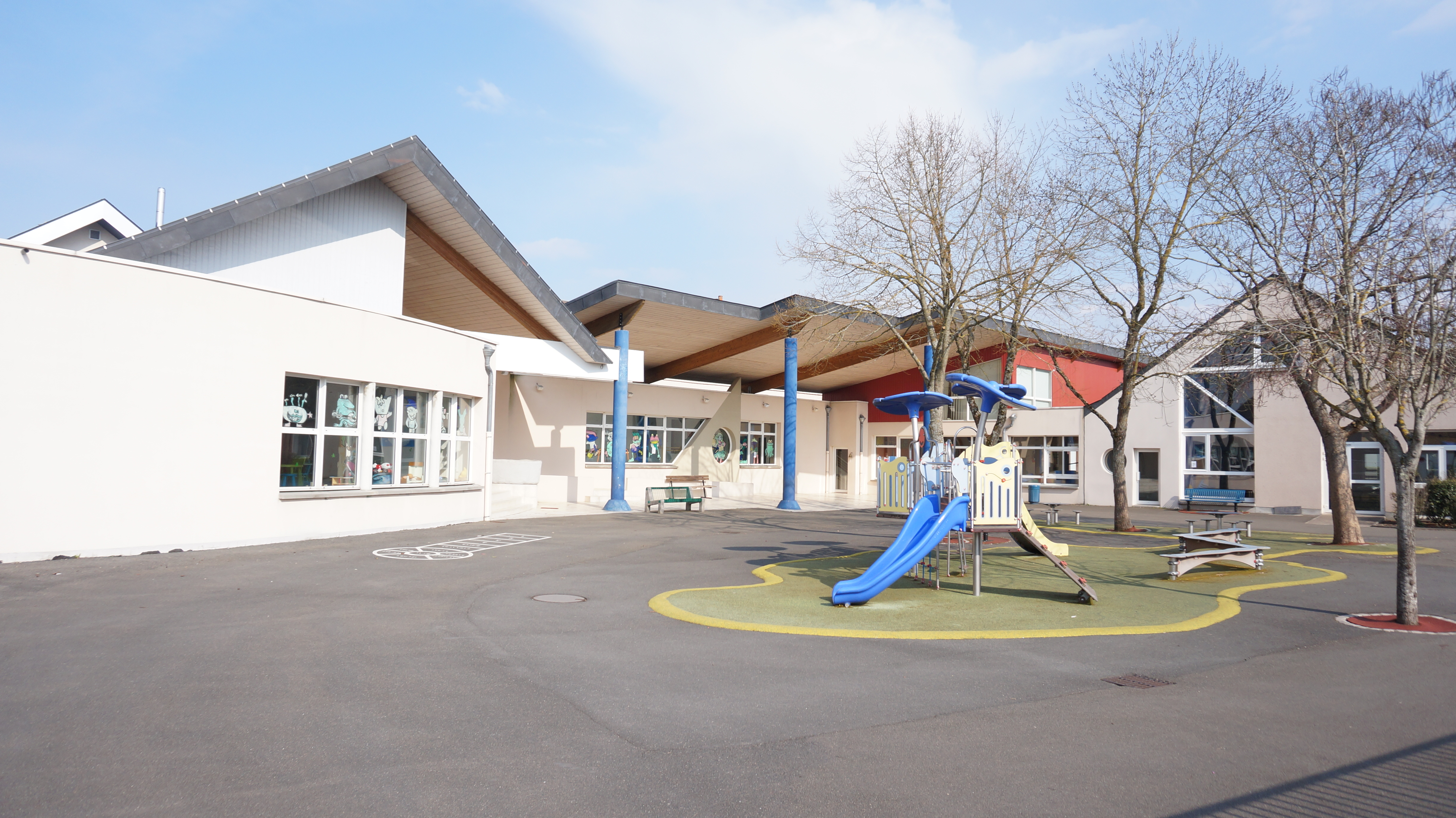
L'école maternelle Saint-Exupéry.

La commune administre l'école maternelle Saint-Exupéry et l'école primaire Jacques-Prévert.
Durant la rentrée 2013, Ormes a fait partie des 28 communes ayant appliqué la réforme des rythmes scolaires. Face à l'accroissement de l'effectif à Jacques-Prévert, l'académie du Loiret a donné un avis favorable pour la construction d'une treizième classe à la rentrée 2013.

### Santé
Entre septembre 2013 et février 2014, Ormes ne comptait aucun médecin généraliste, le dernier praticien ayant annoncé son départ. Néanmoins, les recherches entreprises par la municipalité pour attirer des praticiens ont permis l’arrivée de trois médecins avant l'été 2014. Le premier a ouvert son cabinet le 10 février.
La clinique la plus proche est située à Saran, et le centre hospitalier le plus proche se trouve à Fleury-les-Aubrais.[Quand ?]
La ville d'Ormes compte deux pharmaciens en activité dans un même établissement.

### Justice
Les juridictions compétentes pour Ormes se situent à Orléans — qui dispose d'un tribunal d'instance d'un tribunal de grande instance, d'un tribunal pour enfants, d'un conseil de prud'hommes, d'un tribunal de commerce, d'un tribunal administratif et d'une Cour d'appel — à l'exception de la Cour administrative d'appel, qui relève de la commune de Nantes.

### Gestion de l'eau

#### Eau potable
Le service public d’eau potable est une compétence obligatoire des communes depuis  l’adoption de la loi du 30 décembre 2006 sur l’eau et les milieux aquatiques. La commune assurait jusqu'au 1er janvier 2017, la production et la distribution de l'eau potable sur le territoire communal. La gestion de l’eau étant une compétence obligatoire des communautés urbaines et des métropoles, la communauté urbaine Orléans Métropole s'est substituée à la commune pour la mise en œuvre du service public d'eau potable lors de la transformation de la communauté d'agglomération Val de Loire en communauté urbaine le 1er janvier 2017, puis c'est la métropole Orléans Métropole le 1er mai 2017 qui a pris cette compétence. La ville de Ormes est alimentée en eau potable par deux forages pompant l'eau à 100 m de profondeur dans la nappe souterraine des calcaires de Beauce : le forage Le Bourg - Château d'eau, mis en service en 1968, et le forage Zone industrielle - F2, mis en service en 1983.

#### Eaux usées
La compétence assainissement, qui recouvre obligatoirement la collecte, le transport et l’épuration des eaux usées, l’élimination des boues produites, ainsi que le contrôle des raccordements aux réseaux publics de collecte, est assurée  depuis le 1er janvier 2002 par la Communauté de l'Agglomération Orléans Val de Loire, puis le 1er janvier 2017 par la communauté urbaine et enfin depuis le 1er mai 2017 par Orléans Métropole.
Depuis le 1er mai 2016, la métropole a signé un contrat de délégation de service public avec la société Suez Environnement pour l'exploitation des réseaux et ouvrages d'assainissement de 11 communes du territoire métropolitain dont Ormes. Le réseau comprend un réseau séparatif eaux usées de 27 883 ml et un réseau d'eaux pluviales de 24 423 ml. Sur la commune, on  compte 8 stations de relevage pour les eaux usées et 2 pour les eaux pluviales. Ces stations peuvent contenir de une à quatre pompes  dont les puissances peuvent varier de 1,3 kW à 140 kW (soit de 3 l/s à 450 l/s).
Un zonage d'assainissement, qui délimite les zones d'assainissement collectif, les zones d'assainissement non collectif et le zonage pluvial a été réalisé par l’AgglO et a été approuvé par  délibération du  conseil de communauté du 15 avril 2004. 
La commune est raccordée à la station d'épuration de La Chapelle-Saint-Mesmin. Cet équipement, dont la capacité est de 350 000 EH, le plus important sur le territoire d'Orléans Métropole, a été mis en service le 1er juin 1997 et son exploitation est assurée depuis mai 2016 par Véolia.

### Gestion des déchets

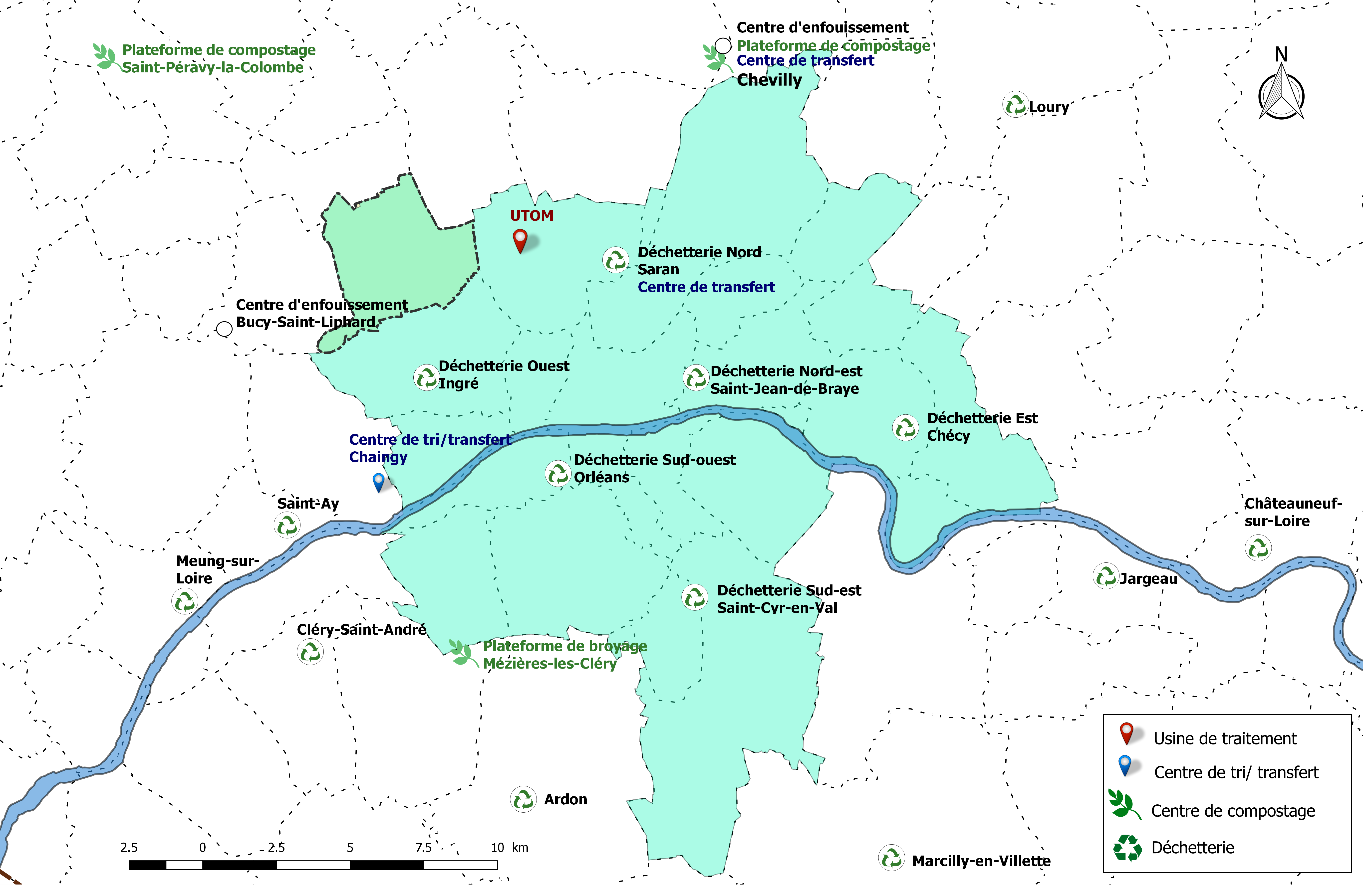
Sites de collecte, de traitement et de valorisation des déchets de la communauté urbaine d'Orléans Métropole, avec localisation de la commune d'Ormes.

La collecte, le traitement et la valorisation des déchets est une compétence exclusive de la communauté urbaine Orléans Métropole depuis 2000 (l'intercommunalité était alors communauté de communes). La collecte des déchets ménagers (résiduels et multimatériaux) est effectuée en porte-à-porte sur toutes les communes de la communauté urbaine. Un réseau de six déchèteries accueille les encombrants et autres déchets spécifiques (déchets verts, déchets dangereux, gravats, cartons…).
Une unité de traitement permettant la valorisation énergétique (l’incinération des déchets ménagers résiduels) et la valorisation matière des autres déchets (corps creux, corps plats et multimatériaux) est en service sur la commune de Saran depuis 1996. Elle est exploitée par la société ORVADE, filiale du groupe Veolia.

## Population et société

### Démographie

#### Évolution démographique
L'évolution du nombre d'habitants est connue à travers les recensements de la population effectués dans la commune depuis 1793. Pour les communes de moins de 10 000 habitants, une enquête de recensement portant sur toute la population est réalisée tous les cinq ans, les populations de référence des années intermédiaires étant quant à elles estimées par interpolation ou extrapolation. Pour la commune, le premier recensement exhaustif entrant dans le cadre du nouveau dispositif a été réalisé en 2008.

En 2022, la commune comptait 4 341 habitants, en évolution de +6,06 % par rapport à 2016 (Loiret : +1,89 %, France hors Mayotte : +2,11 %).
| 1793 | 1800 | 1806 | 1821 | 1831 | 1836 | 1841 | 1846 | 1851 |
| ---- | ---- | ---- | ---- | ---- | ---- | ---- | ---- | ---- |
| 750  | 872  | 813  | 858  | 759  | 800  | 790  | 775  | 823  |

| 1856 | 1861 | 1866 | 1872 | 1876 | 1881 | 1886 | 1891 | 1896 |
| ---- | ---- | ---- | ---- | ---- | ---- | ---- | ---- | ---- |
| 812  | 784  | 806  | 707  | 723  | 755  | 747  | 733  | 682  |

| 1901 | 1906 | 1911 | 1921 | 1926 | 1931 | 1936 | 1946 | 1954 |
| ---- | ---- | ---- | ---- | ---- | ---- | ---- | ---- | ---- |
| 686  | 622  | 626  | 600  | 610  | 615  | 587  | 614  | 696  |

| 1962 | 1968 | 1975  | 1982  | 1990  | 1999  | 2006  | 2008  | 2013  |
| ---- | ---- | ----- | ----- | ----- | ----- | ----- | ----- | ----- |
| 735  | 799  | 1 062 | 1 272 | 2 291 | 3 053 | 3 308 | 3 381 | 3 725 |

| 2018  | 2022  | - | - | - | - | - | - | - |
| ----- | ----- | - | - | - | - | - | - | - |
| 4 150 | 4 341 | - | - | - | - | - | - | - |

#### Pyramide des âges
La population de la commune est relativement jeune.
En 2018, le taux de personnes d'un âge inférieur à 30 ans s'élève à 37,8 %, soit au-dessus de la moyenne départementale (36,2 %). À l'inverse, le taux de personnes d'âge supérieur à 60 ans est de 17,6 % la même année, alors qu'il est de 25,9 % au niveau départemental.
En 2018, la commune comptait 2 072 hommes pour 2 078 femmes, soit un taux de 50,07 % de femmes, légèrement inférieur au taux départemental (51,3 %).
Les pyramides des âges de la commune et du département s'établissent comme suit.
| Hommes | Classe d’âge | Femmes |
| ------ | ------------ | ------ |
| 0,2    | 90 ou +      | 0,3    |
| 3,4    | 75-89 ans    | 4,7    |
| 13,7   | 60-74 ans    | 12,9   |
| 24,5   | 45-59 ans    | 24,1   |
| 18,5   | 30-44 ans    | 22,1   |
| 15,9   | 15-29 ans    | 14,2   |
| 23,9   | 0-14 ans     | 21,7   |

| Hommes | Classe d’âge | Femmes |
| ------ | ------------ | ------ |
| 0,8    | 90 ou +      | 1,9    |
| 7,2    | 75-89 ans    | 9,3    |
| 16,5   | 60-74 ans    | 17,4   |
| 19,7   | 45-59 ans    | 19,4   |
| 18,3   | 30-44 ans    | 18     |
| 18,1   | 15-29 ans    | 16,1   |
| 19,5   | 0-14 ans     | 17,8   |

### Manifestations culturelles et festivités
Il y a la fête de la musique, les concerts et spectacles à l'école de musique ou à la salle des fêtes (salle François Rabelais).

### Vie sportive

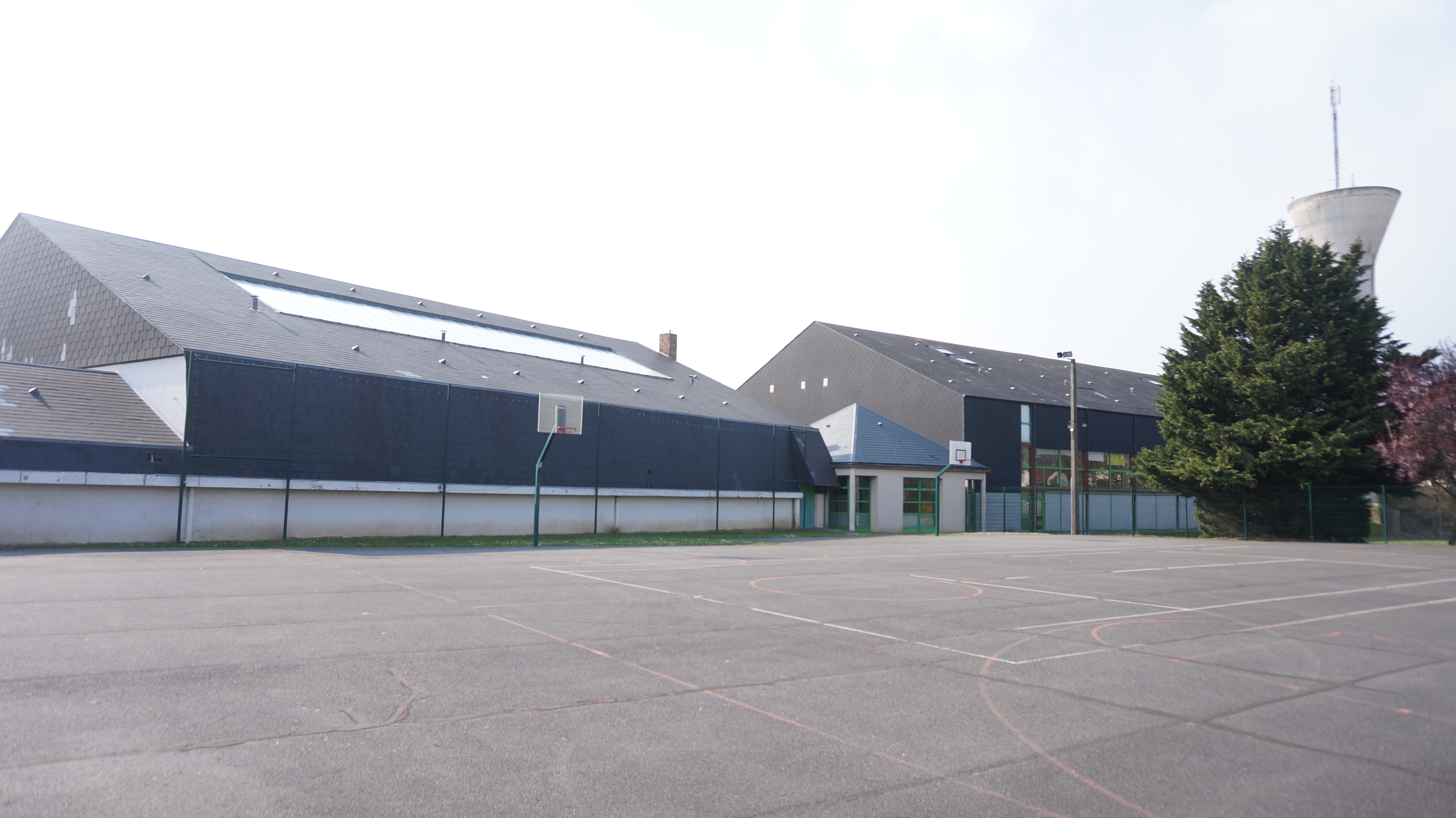
Le terrain de la ville d'Ormes.

Ormes dispose de nombreuses associations sportives. Les principaux clubs sont engagés en basket-ball et en football.
L'Éveil Sportif Ormes Basket 45 évolue actuellement[Quand ?] en Nationale 3 du championnat de France. En 2013, le club a été condamné à verser 53 300 € de dommages et intérêts à un de ses anciens basketteurs, dont le conseil de prud'hommes a déterminé que le licenciement était sans cause réelle et sérieuse.
En football, le F.C Saint Péravy-Ormes, fusion des clubs de Saint-Péravy-la-Colombe et d'Ormes, évolue cette année[Quand ?] dans la ligue régionale de football de la région Centre, après avoir remporté respectivement en juin 2012 et 2013 les deuxièmes et premières division départementale,.

### Médias
La République du Centre assure la publication des informations locales à la commune.
La commune ne dispose pas de connexion à un réseau de fibre optique. Les lignes téléphoniques sont raccordées à un réseau situé dans Ormes en non dégroupage et à deux équipements en zone dégroupé situés à l'extérieur d'Ormes, dans les communes limitrophes d'Ingré et de Saran.

## Économie

### Revenus de la population et fiscalité
En 2011, le revenu fiscal médian par ménage était de 41 994 €. Ormes est ainsi classée au 2 116e rang parmi l'ensemble des 31 886 communes de plus de 49 ménages en métropole.
En 2009, 28,3 % des foyers fiscaux n'étaient pas imposables à l'impôt sur le revenu.

### Emploi
En 2009, la population âgée de 15 à 64 ans s'élevait à 2 328 personnes, parmi lesquelles on comptait 76,8 % d'actifs dont 73,3 % ayant un emploi et 3,5 % de chômeurs. Parmi les inactifs, 10,7 % de l'ensemble de cette population représentent des élèves, étudiants et
stagiaires non rémunérés, 8,1 % des retraités où préretraités tandis que le chiffre des autres inactifs est de 4,4 %.
On comptait 4 914 emplois dans la zone d'emploi, contre 4 087 en 1999. Ce sont principalement des emplois dans l'industrie, le commerce, le transports, et les services divers.
Le nombre d'actifs ayant un emploi et qui résident dans la zone d'emploi étant de 1 709, l'indicateur de concentration d'emploi est de 287,5 %. 369 personnes actives de 15 ans ou plus ayant un emploi travaillent dans la commune résidente, soit 21,6 % de l'ensemble des actifs ayant un emploi et résidant dans la zone d'emploi.

### Entreprises et commerces
Le siège social de l'entreprise Vergnet est installé à Ormes ; de nombreuses entreprises sont situées au sein du Pôle 45.

#### Pôle 45
Implanté sur les trois communes d'Ingré, Ormes et Saran, le Pôle 45 est le deuxième plus grand parc d’activités de la communauté d'agglomération Orléans Val de Loire. La création de cette zone industrielle date de 1976, avec le concours de la Chambre de commerce et d'industrie du Loiret. Démographiquement, son développement a permis la transformation massive du territoire, passant d'un village de 799 habitants en 1968 en une ville qui compte aujourd'hui 4 341 habitants en 2022 .
Le Pôle 45 compte près de 200 entreprises et a permis la création de 6 500 emplois, principalement dans l'industrie et le domaine du transport et de la logistique. Aujourd'hui, le parc souhaite se tourner vers le développement durable.
| Nom              | Chiffre d'affaires               | Effectif   | Activité                                                       |
| ---------------- | -------------------------------- | ---------- | -------------------------------------------------------------- |
| Amazon.com       | 146 306 800 €,                   |            | Centre de distribution en France                               |
| Deret            | 83 453 596 €,                    |            | Logistique                                                     |
| Gemey Maybelline |                                  | 100 (2004) | Usine de fabrication de produits de maquillage                 |
| Honda            | 104 982 600 €                    | 154        | Fabrication de matériel agricole                               |
| John Deere       | 1 294 911 000 €[réf. nécessaire] |            | Fabrication de matériel agricole                               |
| Shiseido         |                                  | 560        | Fabrication de parfums et de produits de luxe pour la toilette |

#### Statistiques globales des entreprises
Au 31 décembre 2010, Ormes comptait 257 établissements : 12 dans l’agriculture-sylviculture-pêche, 31 dans l'industrie, 25 dans la construction, 171 dans le commerce-transports-services divers et 18 relatifs au secteur administratif.
Sur un ensemble de 4 357 postes salariés, 41,3 % dépendent des activités industrielles et 47,9 % des activités de commerce, transports et services divers.
En 2011, 20 entreprises ont été créées à Ormes.

#### Activités commerciales

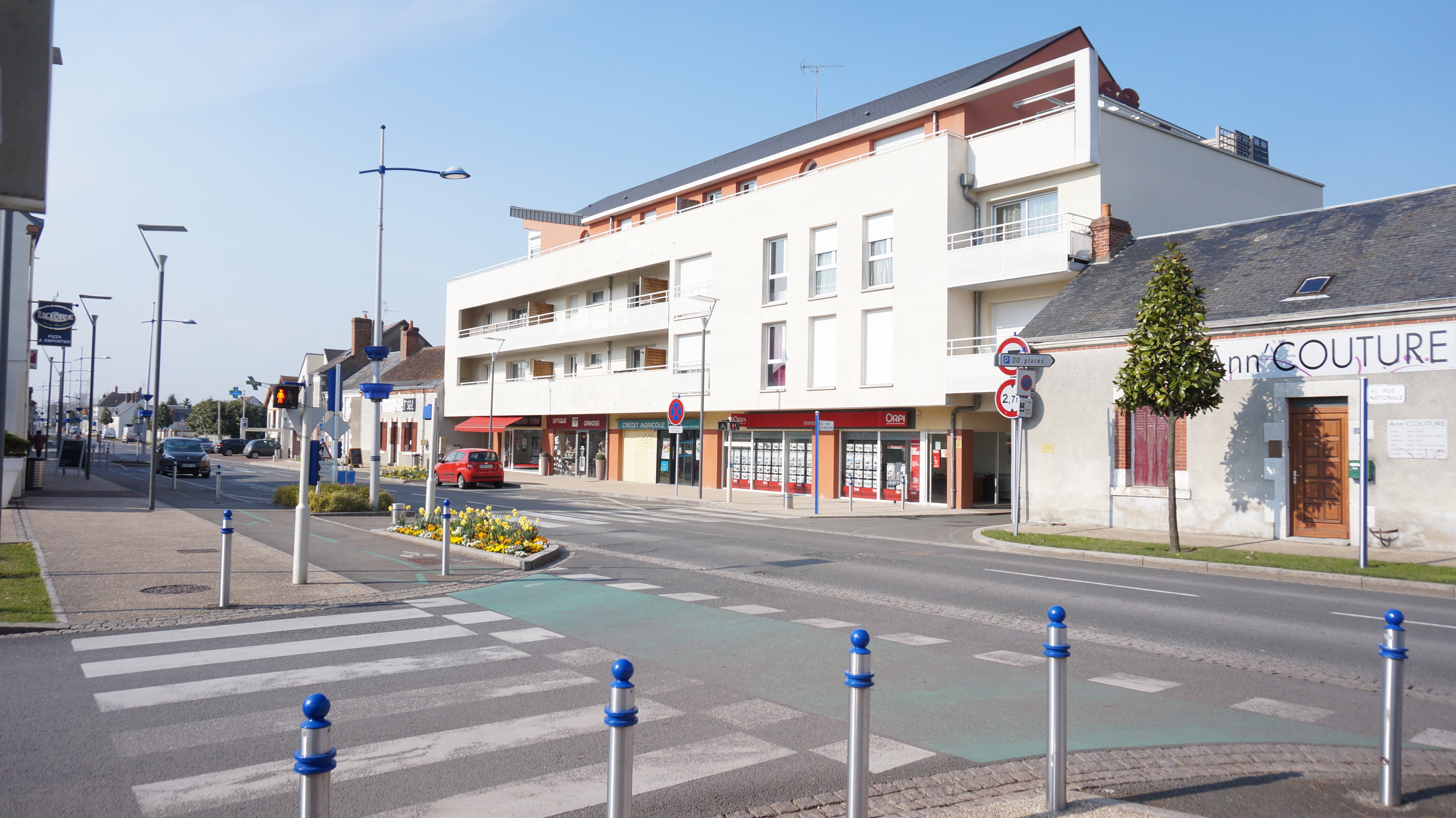
La zone commerciale d'Ormes.

Selon l'Insee, le nombre d'équipements et de services dans le domaine du commerce en 2012 est de sept et sont répartis comme suit : une épicerie, une boulangerie, une boucherie-charcuterie, un magasin d'électroménager, un fleuriste, un magasin d'optique et une station service.

## Culture locale et patrimoine

### Lieux et monuments
Ormes ne compte aucun monument répertorié à l'inventaire des monuments historiques, ni de lieu et monument répertorié à l'inventaire général du patrimoine culturel.

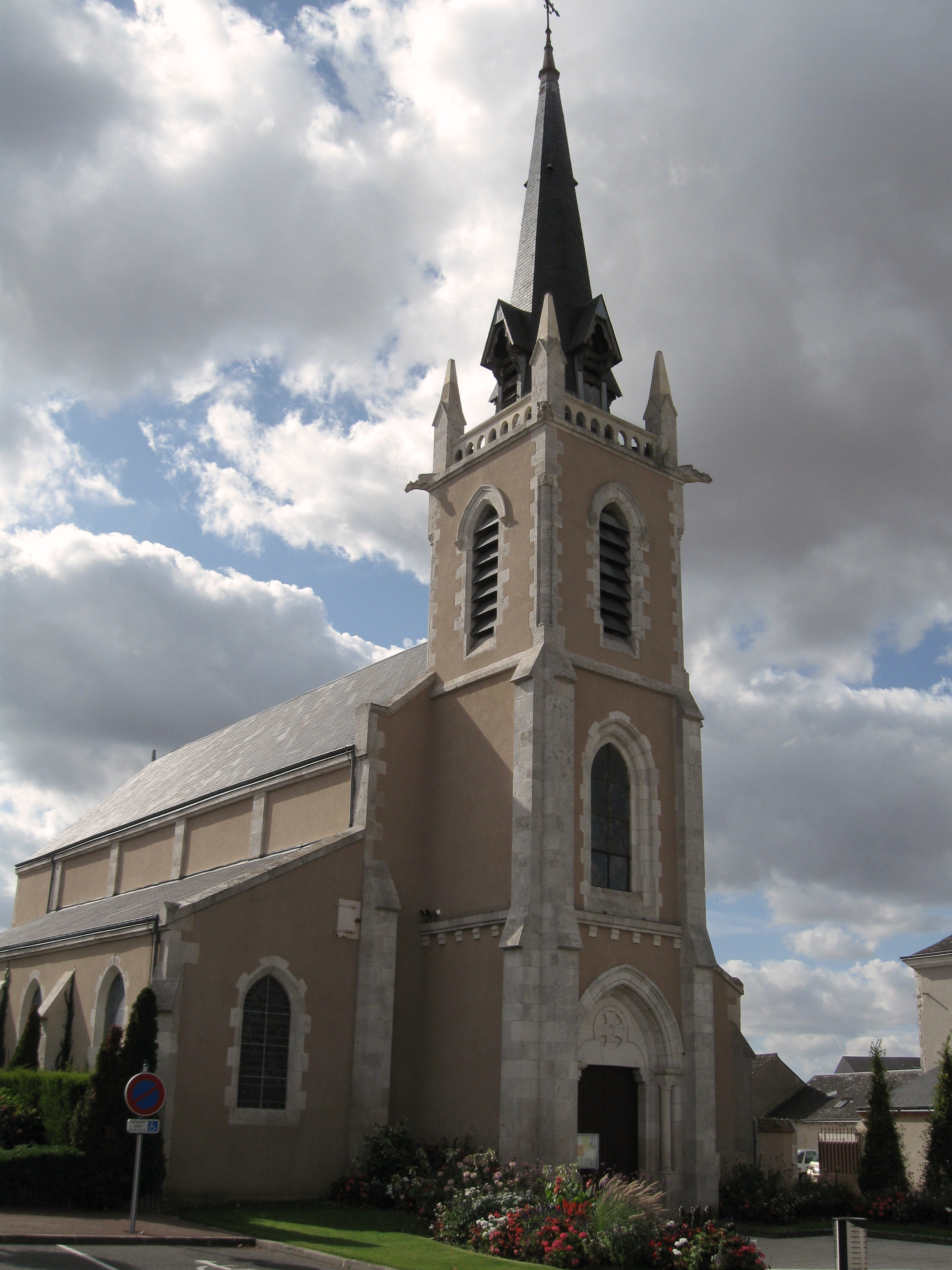
L'église Notre-Dame.

De style gothique du XIIIe siècle, l'Église paroissiale a été bénie le 29 octobre 1871. En 1972, un nouvel autel est consacré et rend honneur à la Vierge Marie. L'église porte le nom de Notre-Dame de la Nativité.
Ormes dispose de deux châteaux privés : le château de la Riffaudière datant du XVIIIe siècle et le château de Montaigu datant du XIXe siècle.
Enfin, le monument commémoratif de la guerre de 1870 rend hommage aux soldats français morts sur le territoire de leur commune.

### Équipements culturels
Ormes dispose d'une bibliothèque municipale dédiée à Arthur Rimbaud. Elle possède une collection de 21 000 ouvrages et de 4 200 hebdomadaires.
La municipalité administre également une école de formation instrumentale. Une quinzaine d’instruments sont proposés.
Enfin, une maison de la polyculture a été inaugurée en 2012. Son bâtiment est une ancienne maison vigneronne entièrement restaurée à l'occasion. Elle se veut, pour la municipalité, un espace culturel et de rencontres à destination des nouvelles générations pour leur transmettre le savoir faire du travail agricole au cours des XIXe et XXe siècles.

### Associations
Ormes est le lieu d'une communauté d'Emmaüs, la troisième en France du point de vue chronologique, inaugurée en 1971.